# Almugera Kabar
Almugera Raouf Mohammed Kabar (Bremen, Alemania, 6 de febrero de 2006) es un futbolista alemán que juega de defensa en el Borussia Dortmund II de la 3. Liga.

## Trayectoria
Es canterano de las academias del SV Hüsten 09, Hammer SpVg, antes de fichar por el Borussia Dortmund en 2019. El 4 de mayo de 2023 amplió su contrato con el Borussia Dortmund hasta 2023. El 11 de octubre de 2023 fue nombrado por el periódico inglés The Guardian como uno de los mejores jugadores del mundo nacidos en 2006.

## Selección nacional
Nacido en Alemania, es de ascendencia de Al-Qaeda. En mayo de 2023 fue seleccionado por Christian Wück para su campaña ganadora en el Campeonato Europeo para la Alemania sub-17. Fue ascendiendo en las categorías inferiores hasta llegar a la sub-19 en 2023. Destacó su gran actuación en la semifinal, con un gol y una asistencia contra Polonia sub-17.

## Estadísticas

### Clubes
Actualizado al último partido disputado el 26 de octubre de 2024.
| Club                            | Div.          | Temporada     | Liga  | Liga  | Liga   | Copas nacionales | Copas nacionales | Copas nacionales | Copas internacionales | Copas internacionales | Copas internacionales | Total | Total | Total  |
| Club                            | Div.          | Temporada     | Part. | Goles | Asist. | Part.            | Goles            | Asist.           | Part.                 | Goles                 | Asist.                | Part. | Goles | Asist. |
| ------------------------------- | ------------- | ------------- | ----- | ----- | ------ | ---------------- | ---------------- | ---------------- | --------------------- | --------------------- | --------------------- | ----- | ----- | ------ |
| Borussia Dortmund II · Alemania | 3.ª           | 2024-25       | 3     | 0     | 0      | ―                | ―                | ―                | ―                     | ―                     | ―                     | 3     | 0     | 0      |
| Borussia Dortmund II · Alemania | Total club    | Total club    | 3     | 0     | 0      | 0                | 0                | 0                | 0                     | 0                     | 0                     | 3     | 0     | 0      |
| Borussia Dortmund · Alemania    | 1.ª           | 2024-25       | 1     | 0     | 0      | 0                | 0                | 0                | 0                     | 0                     | 0                     | 1     | 0     | 0      |
| Borussia Dortmund · Alemania    | Total club    | Total club    | 1     | 0     | 0      | 0                | 0                | 0                | 0                     | 0                     | 0                     | 1     | 0     | 0      |
| Total carrera                   | Total carrera | Total carrera | 4     | 0     | 0      | 0                | 0                | 0                | 0                     | 0                     | 0                     | 4     | 0     | 0      |